# Mont O'Reilly
Mont O'Reilly är en bergstopp i den centrala delen av Saint-Martin, cirka 4,3 kilometer nordost om huvudorten Marigot. Toppen på Mont O'Reilly är 368 meter över havet.